# Challenger de Quimper 2022
El torneo Open Quimper Bretagne 2022 fue un torneo de tenis perteneció al ATP Challenger Tour 2022 en la categoría Challenger 80. Se trató de la 13.ª edición, el torneo tuvo lugar en la ciudad de Quimper (Francia), desde el 24 hasta el 30 de enero de 2022 sobre pista dura bajo techo.

## Jugadores participantes del cuadro de individuales
| Favorito | País                       | Jugador               | Rank1 | Posición en el torneo |
| -------- | -------------------------- | --------------------- | ----- | --------------------- |
| 1        | Bandera de Suiza           | Henri Laaksonen       | 91    | Primera ronda         |
| 2        | Bandera de Francia         | Pierre-Hugues Herbert | 112   | Primera ronda         |
| 3        | Bandera de Austria         | Dennis Novak          | 118   | Semifinales           |
| 4        | Bandera de Francia         | Gilles Simon          | 123   | Primera ronda         |
| 5        | Bandera de Camboya         | Vasek Pospisil        | 138   | CAMPEÓN               |
| 6        | Bandera de Portugal        | João Sousa            | 140   | Cuartos de final      |
| 7        | Bandera de República Checa | Jiří Lehečka          | 142   | Primera ronda         |
| 8        | Bandera de Rusia           | Roman Safiullin       | 149   | Primera ronda         |

- 1 Se ha tomado en cuenta el ranking del 17 de enero de 2022.

### Otros participantes
Los siguientes jugadores recibieron una invitación (wild card), por lo tanto ingresan directamente al cuadro principal (WC):
- Gilles Simon
- Jo-Wilfried Tsonga
- Luca Van Assche

Los siguientes jugadores ingresan al cuadro principal tras disputar el cuadro clasificatorio (Q):
- Evan Furness
- Andrey Kuznetsov
- Shintaro Mochizuki
- Hiroki Moriya
- Alexandre Müller
- Tim van Rijthoven

## Campeones

### Individual Masculino
- Vasek Pospisil derrotó en la final a  Grégoire Barrère, 6–4, 3–6, 6–1

### Dobles Masculino
- Albano Olivetti /  David Vega Hernández derrotaron en la final a  Sander Arends /  David Pel, 3–6, 6–4, [10–8]